# Chiba Shūsaku

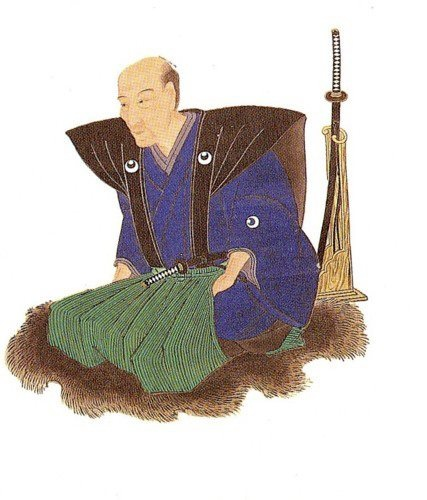
Chiba Shūsaku Narimasa

Chiba Shūsaku Narimasa (jap. 千葉 周作 成政, * 1793 entweder in Kurihara (heute Teil von Kesennuma), in der Präfektur Miyagi oder in Rikuzentakata, Präfektur Iwate; † 17. Januar 1856) war ein japanischer Samurai und der Gründer der Koryū (古流) Fechtschule, Hokushin Ittō-ryū Hyōhō (北辰一刀流兵法) sowie einer der letzten Meister der als Kensei (Schwertheiliger) tituliert wurde. Shūsaku war sein zu Lebzeiten verwendeter Rufname; sein Go lautete Narimasa (成政).
Sein vollständiger Name, welchen er zu Lebzeiten verwendete und mit welchem er die von ihm ausgestellten Schriftrollen signierte, lautete Chiba Shūsaku Taira no Narimasa.

## Familiärer Hintergrund
Chiba Shūsaku war der Sohn des Samurai Chiba Chūzaemon Naritane (千葉 忠左衛門 成胤, Familienname–Rufname–wirklicher Name), der ursprünglich aus der Präfektur Miyagi kam. Er wurde als zweiter Sohn seiner Familie in Kesen geboren. Sein Vater Chūzaemon erlernte die Schwertkunst unter Chiba Narikatsu genannt Kōemon (千葉 幸右衛門 成勝), dem Gründer der Schwertkunstrichtung Hokushin Musō-ryū. Es gibt einige Unklarheiten über Chiba Shūsakus Herkunft, da sein Vater Chūzaemon mitsamt seiner Familie nach Mito umzog. Sein Vater wurde aufgrund seiner Fähigkeiten mit dem Schwert von Chiba Kōemon adoptiert (dies war ungefähr 1800). Chiba Shūsaku erlernte ursprünglich die Hokushin Musō-ryū, erst von seinem Vater und dann direkt von seinem Großvater Chiba Kōemon Narikatsu. Zu diesem Zeitpunkt änderte er seinen Namen auf Chiba Shūsaku bzw. Taira no Narimasa.
Im Jahr 1809 zog sein Vater Chiba Chūzaemon erneut mit seiner Familie um, diesmal nach Matsudo, nahe Edo. Zu dieser Zeit erlernte Chiba Shūsaku die Ittō-ryū von Asari Yoshinobu Matashichirō und Nakanishi Chūbei Tanemasa. Er heiratete Asaris Tochter, nahm dessen Familiennamen an und leitete das Asari-Dōjō zusammen mit seinem Schwiegervater. Nach einem Zerwürfnis mit seinem Schwiegervater ließ er sich scheiden, verließ die Asari-Familie und änderte seinen Namen zurück. Mit dem Austritt aus der Asari-Familie begann er seine Musha-shugyō (Kriegerwallfahrt), besuchte zahlreiche Dōjō und duellierte sich mit einer Vielzahl berühmter Meister aus den berühmtesten Schulen des Landes. Zu diesen gehörten unter anderem die Shintō Munen-ryū, Jikishinkage-ryū, Maniwa Nen-ryū, sowie zahlreiche Ittō-ryū-Linien und viele andere. Es wird ihm auch nachgesagt, dass er in seinem Leben kein einziges Duell verloren haben soll.

## Hokushin Ittō-ryū Hyōhō
Nachdem Chiba Shūsaku zahlreiche andere Schulen erlernte, gründete er 1821 seine eigene Schule, die Hokushin Ittō-ryū Hyōhō. Der Name ist eine Kombination aus der Hokushin Musō-ryū und den Ittō-ryū Linien, die er meisterte.
In manchen Bereichen ist die Hokushin Ittō-ryū eine vereinfachte Form der Ittō-ryū Linien, konzentriert sich dabei allerdings auf das Essentielle in der Technik. Sicher ist, dass die Lehrmethoden von Chiba Shūsaku verständlicher waren als die anderer Schulen. In der Bakumatsu-Zeit gab es ein Sprichwort, „Wenn jemand sechs Jahre braucht um eine Ryūha zu meistern, wird er in der Hokushin Ittō-Ryū nur die Hälfte der Zeit brauchen“. Die einfach zu verstehenden Lehrmethoden sorgten dafür, dass die Schule rasant an Popularität gewann. Das Curriculum der Schule enthält hauptsächlich Kenjutsu, Battōjutsu, Naginatajutsu und Jiu Jitsu. Chiba Shūsaku gründete das Edo-Genbukan, das zusammen mit dem Chiba-Dōjō seines Bruders Chiba Sadakichi Masamichi zu einem der größten und berühmtesten Dōjōs Japans wurde. In der Mitte der Taishō-Zeit verschwand die Linie des Edo-Genbukan kurz nachdem das Dōjō beim großen Kanto-Erdbeben 1923 zerstört wurde. Das Chiba-Dōjō wurde auch beim Erdbeben zerstört, diese Linie allerdings, anders als die des Edo-Genbukan, existiert bis heute und wird nun von Ōtsuka Yōichirō Masanori als 6. Oberhaupt (Sōke) geführt.